# Philonthus kristenseni
Philonthus kristenseni – gatunek chrząszcza z rodziny kusakowatych i podrodziny Staphylininae.
Gatunek ten został opisany w 1915 roku przez Maxa Bernhauera, który jako miejsce typowe wskazał Borodę. W 2013 roku Lubomír Hromádka dokonał jego redeskrypcji.
Chrząszcz o ciele długości od 11,5 do 13 mm. Głowa czarna, szersza niż dłuższa. Oczy krótsze od skroni, a między nimi cztery grube punkty. Głaszczki brązowe z żółtobrązowymi trzecimi członami. Czułki czarne z brązowożółtą nasadą drugiego członu, sięgające tylnej krawędzi czarnobrązowego przedplecza, w którego rzędach grzbietowych ułożone są po 4 punkty. Tarczka czarna. Pokrywy tak długie jak szerokie, ciemnoniebieskie, przestrzenie między ich punktami dwukrotnie większe od średnicy tychże. Szczecinki na paramerach ułożone w dwa równoległe rządki w środkowej części sięgające wierzchołka.
Owad afrotropikalny, znany wyłącznie z Etiopii.